# Kouinine
Kouinine è un comune dell'Algeria, situato nella provincia di El Oued.